# Ingen kender Casper
|  | Denne artikel er oprettet af botten Steenthbot ud fra en ekstern database. Den kan derfor have sproglige fejl eller mangler. Denne skabelon kan fjernes efter kontrol af indholdet. |

Ingen kender Casper er en dansk dokumentarfilm fra 2022 instrueret af René Odgaard.

## Handling
Den selverklærede største drengerøv på YouTube, karakteren Spørg Casper, har stor succes med sine grænseoverskridende og selvudstillende videoer. Men som følgerne strømmer til, vokser Caspers indre uro også, og minderne fra en opvækst med en far med skizofreni presser sig på. Henover ni år følger vi Casper, mens han i takt med den stigende internetberømmelse forsøger at navigere i den flydende grænse mellem online- og offline-tilstedeværelse. Casper bliver selv far, men måske aldrig rigtig voksen.

## Medvirkende
- Casper Harding, Sig selv
- Mathias Rosenkjær
- Louise E Bech